# Нецьково
Нецьково (пол. Niećkowo) — деревня в Граевском повете Подляского воеводства Польши. Входит в состав гмины Щучин. Находится примерно в 13 км к юго-западу от города Граево. По данным переписи 2011 года, в деревне проживало 440 человек. Большинство жителей занимаются сельским хозяйством. В деревне есть школа имени Болеслава Подедворного.

## История
Согласно «Списку населенных мест Ломжинской губернии», в 1906 году в деревне Нецьково проживало 618 человек (293 мужчины и 325 женщин). В конфессиональном отношении большинство население деревни составляли католики (603 человека), остальные — евреи. В административном отношении деревня входила в состав гмины Щучин Щучинского уезда.
В период с 1975 по 1998 годы деревня являлась частью Ломжинского воеводства.